# Nghị quyết Quyền hạn Chiến tranh
Nghị quyết Quyền hạn Chiến tranh (còn gọi là Nghị quyết Quyền hạn Chiến tranh năm 1973 hoặc Đạo luật Quyền hạn Chiến tranh) là luật liên bang nhằm kiểm tra quyền hạn của Tổng thống Mỹ trong việc đưa cả nước Mỹ vào một cuộc xung đột vũ trang mà không có sự đồng ý của Quốc hội. Nghị quyết này được thông qua dưới hình thức nghị quyết chung của Quốc hội Mỹ. Nghị quyết quy định rằng tổng thống chỉ có thể đưa quân đội Mỹ ra nước ngoài khi Quốc hội tuyên chiến, "ủy quyền theo luật định" hoặc trong trường hợp "tình trạng khẩn cấp quốc gia do bị tấn công vào các vùng lãnh thổ hoặc tài sản hay lực lượng vũ trang Mỹ".

## Tổng quan
Nghị quyết Quyền hạn Chiến tranh yêu cầu tổng thống phải thông báo cho Quốc hội trong vòng 48 giờ sau khi điều động lực lượng vũ trang tham gia hành động quân sự và cấm lực lượng vũ trang ở lại quá 60 ngày, với thời gian rút quân thêm 30 ngày, nếu không có sự cho phép của Quốc hội về việc sử dụng lực lượng quân sự (AUMF) hoặc lời tuyên chiến của nước Mỹ. 
Người ta thường đồng ý rằng vai trò tổng tư lệnh trao cho Tổng thống quyền lực đẩy lùi các cuộc tấn công vào nước Mỹ và khiến Tổng thống chịu trách nhiệm lãnh đạo lực lượng vũ trang. Nghị quyết Quyền hạn Chiến tranh từng bị tố cáo có vi phạm trong quá khứ. Tuy nhiên, Quốc hội đã không chấp thuận tất cả những biến cố như vậy và không có cáo buộc nào dẫn đến các hành động pháp lý thành công chống lại tổng thống.

## Chiến tranh Việt Nam
Trong chiến tranh Việt Nam, Hoa Kỳ đã thấy mình bị cuốn vào nhiều năm trong các tình huống xung đột dữ dội mà không tuyên chiến. Nhiều thành viên của Quốc hội lo ngại về việc quyền hạn của Quốc hội bị xói mòn trong việc quyết định khi nào nước Mỹ nên tham gia vào một cuộc chiến tranh hoặc sử dụng lực lượng vũ trang có thể dẫn đến chiến tranh. Điều này được thúc đẩy từ nguồn tin tức rò rỉ rằng chính Tổng thống Nixon đã tiến hành những vụ ném bom bí mật vào Campuchia trong chiến tranh Việt Nam mà không thông báo cho Quốc hội.
Nghị quyết Quyền hạn Chiến tranh được cả Hạ viện và Thượng viện thông qua nhưng đều bị Tổng thống Richard Nixon phủ quyết. Với hai phần ba số phiếu tại mỗi viện, Quốc hội đã bác bỏ quyền phủ quyết và ban hành nghị quyết chung thành luật vào ngày 7 tháng 11 năm 1973.